# ZNF664
ZNF664‏ (Zinc finger protein 664) هوَ بروتين يُشَفر بواسطة جين ZNF664 في الإنسان.